# Joseph Opatoshu
Joseph Opatoshu (יוסף אָפאַטאָשו în Idiș),
(n. 1886 – d. 1954) a fost un scriitor de limbă idiș născut în Polonia, în orașul Mława.